# Bernhard Grahmann
Bernhard Grahmann (* 11. Dezember 1890 in Pößneck; † nach 1945) war ein deutscher Lehrer und nationalsozialistischer Funktionär.

## Leben und Wirken
Grahmann studierte an der Universität Jena, wurde promovierter Volksschullehrer und vor 1933 Stadtrat und Stadtverordnetenvorsteher in der preußischen Kreisstadt Torgau. Zum 1. Dezember 1932 trat er der NSDAP bei (Mitgliedsnummer 1.413.323). In der Stadt Halle (Saale) wurde er 1933 Stadtschulrat und Dezernent für das „Moritzburg-Museum“, ihm war das Kulturamt der Stadt Halle unterstellt. Er blieb bis 1945 im Amt. Er war Leiter der Gau-Kulturabteilung bei der NSDAP-Gauleitung Halle-Merseburg im Rathaus der Stadt Halle. Als solcher war er u. a. maßgeblich an der Gemälde-Ausstellung „Heimat und Landschaft“ des Gaukulturamtes der NSDAP 1935 in Halle beteiligt. 1938 befürwortete er die Aussonderung von zwei Gemälden von Max Liebermann (1847–1935) aus der Moritzburg, weil dieser Jude war. Ferner war Grahmann Gauwalter des NS-Lehrerbundes im Gau Halle-Merseburg.

## Werke (Auswahl)
- Die dörflichen Siedlungen. In: Meine schöne Heimat der Kreis Torgau, 1932, S. 12 ff.
- (mit Siegfried Hübschmann): Zwischen Werra und Elbe. Ein mitteldeutsches Heimatbuch. Leipzig 1930.
- Gemälde-Ausstellung „Heimat und Landschaft“ des Gaukulturamtes der NSDAP in Gemeinschaft mit der Landesstelle des Reichsministeriums für Volksaufklärung und Propaganda und der N. S. Kulturgemeinde Gau Halle-Merseburg. Verzeichnis der Gemälde und Graphiken. 1935.
- (Mitwirkender): Deutsches Kunsthandwerk im Gau Halle-Merseburg. Ausstellung der NS.-Kulturgemeinde im Marktschlößchen zu Halle, Mai 1935. 1935.
- (Mitwirkender): Daniel Gottlob Türk, der Begründer der hallischen Handelstradition. Aus Anlaß der 125. Wiederkehr seines Todestages am 26. August 1938. Wolfenbüttel, Berlin 1938.
- Georg Friedrich Händel und seine Zeit: Gemälde und Stiche aus der Händelsammlung des Städtischen Moritzburgmuseums. Halle 1938.
- (Mitwirkender): Das Händelhaus in Halle. Die Geburtsstätte Georg Friedrich Händels (Veröffentlichungen aus dem Musikleben Mitteldeutschlands, Heft 3). Halle 1938.
- Rufer und Romantiker. Ein mitteldeutsches Dichterbuch. Halle 1940.
- (Hrsg.): Die fünf Türme. Halle 1940.